# Замітка для себе (книга)
Замітка для себе — це мемуари, опубліковані американським ютубером та письменником Коннором Франтою. Книга була випущена 18 квітня 2017 року видавництвом Atria/Keywords Press, філією Simon & Schuster.
Книга була написана як катарсис, після того, як у 2015 році Франта почав лікування клінічно діагностованої депресії. В «Замітка для себе» розділи складаються з коротких особистих есе та оповідань, віршів та фотографій, а також щоденникових записів, які описують його досвід боротьби з депресією, втрату кохання, камінг-аут та соціальної тривоги.
Було проведено тур книги по місту Роквілл, в рамках якого проводилась адаптація до інтерактивної трикімнатної виставки сенсорного мистецтва, а також сесію запитань і відповідей з Франтою.

## Критика
Американська некомерційна організація Common Sense Media поставила «Замітка для себе» чотири зірки з п'яти, зокрема зазначивши: «Зрілі підлітки та молоді люди [знайдуть] над чим поміркувати, оскільки вони з'ясовують, як бути вірними собі… і як вони змінилися та зміняться протягом важливого періоду становлення свого життя… Читачів заохочуватимуть налагоджувати зв'язки зі своїм власним досвідом і почуттями та, своєю чергою, налагоджувати зв'язки з іншими». Також книга отримала знак 14+, бо «Сексуальний вміст є помірним і рідкісним, з кількома згадками про поцілунки та деякими розмовами про культуру „спілкування“ як негативні. Кілька разів він згадує, що думав про самогубство».
На кінець квітня 2017 року книга «Замітка для себе» посіла дванадцяте місце серед бестселерів документальної книжки у твердій палітурці за версією New York Times.
У липні 2017 року книга посіла 9 місце серед десяти кращих біографій за версією австралійського журналу The Sunday Age.